# Johann Georg Haresleben

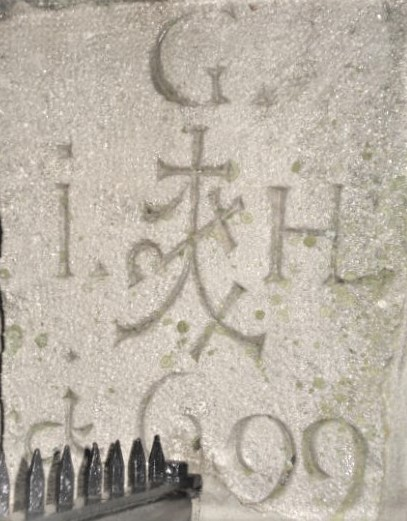
Kaisersteinbruch Steinmetzzeichen Joh. Georg Haresleben 1699

Johann Georg Haresleben (* 1671 in Kühnring bei Eggenburg, Niederösterreich; † 24. Juli 1716 in Kaisersteinbruch, Ungarn, heute Burgenland) war ein österreichischer Steinmetzmeister des Barocks.

## Steinmetzfamilie Haresleben aus Eggenburg

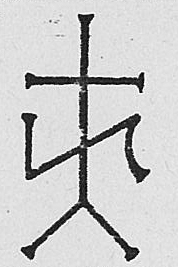
Steinmetzzeichen von Adam Haresleben

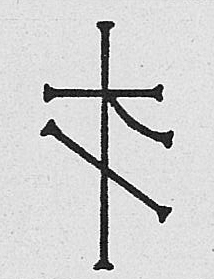
Steinmetzzeichen von Thomas Haresleben

Drei Söhne von Alexander und Maria Haresleben erlernten das Steinmetzhandwerk: Michael, Thomas und Hans Georg. Die Haresleben waren eine erfolgreiche Eggenburger Steinmetzfamilie, der Onkel Adam Haresleben († 1683) wurde nach Hans Herstorffer 1654 Dombaumeister im Stephansdom zu Wien, 1656 und 1677 Obervorsteher der Wiener Bauhütte, und auch Bruder Thomas Haresleben hatte das Amt des Oberzechmeisters in Wien 1712 und 1717 inne. Hans Georg dingte beim Eggenburger Meister Wolfgang Steinböck auf, und 1689 erfolgte seine Freisprechung.
Der Eggenburger Stein, jetzt Zogelsdorfer Stein genannt, ein gut zu bearbeitender Bildhauerstein, gehörte zu den wichtigen Wiener Bausteinen. In der Hofburg, den Wiener Stadtpalais und Gartenpalästen, in den Kirchen usw. trug er zur Prunkentfaltung dieser Bauten bei. Der harte bis sehr harte Stein aus Kaisersteinbruch wurde dort ebenfalls verbaut. Gegen Ende des 17. Jahrhunderts festigte man diese Verbindung auch personell, das bedeutete, die Eggenburger Gesellen übernahmen durch Witwenheirat den Kaiserlichen Steinbruch.
Heirat nach Kaisersteinbruch in den Ferrethi-Clan
Hans Georg Haresleben war mit 25 Jahren einer dieser Pioniere. Er heiratete am 18. November 1696 Catharina Ferrethin, 56-jährige Witwe. Hofsteinmetzmeister Ambrosius Ferrethi, von Castiglione d’Intelvi im Bezirk Como stammend, war gestorben. Als Meister hatte ihn Ehefrau Catharina 1699 im Grundbuch mit zwei Steinbrüchen, drei Häusern eingetragen.

### Steuerliste 1699
In der Steuerliste von 1699 war Haresleben mit einem Steinbruch, zwei Häusern, sechs Kühen und drei Pferden eingetragen.

## Schloss Schönbrunn
1569 war das bereits baufällige Jagdschloss Katterburg in kaiserlichen Besitz gekommen. Die eigentliche Baugeschichte von Schloss Schönbrunn begann 1695 mit der Anlage des Gartens durch Jean Trehet. Das Bauprojekt des Johann Bernhard Fischer von Erlach ist erstmals sicher für das folgende Jahr dokumentiert. Treibende Kraft des Unternehmens war Obersthofmeister Graf Salm, der Erzieher Joseph I., der sich Fischer persönlich unterstellen ließ, um die Bürokratie der Baubehörden auszuschalten. Die geplanten baulichen Erweiterungen bedeuteten eine Aufwertung des Jagdschlosses in Funktion, Rang und Form zu einer veritablen Residenz im Hinblick auf die bevorstehende Hochzeit Josephs und den dadurch vergrößerten Hofstaat.
Steinmetzaufträge erhielten 1697 die Wiener Meister Veith Steinböck und Johann Thomas Schilck, beide aus Eggenburg stammend, Meister Johann Georg Deprunner von Loretto (damals Ungarn) und Meister Hans Georg Haresleben aus Kaisersteinbruch. Die von Haresleben geforderten 2.220 Gulden ... wegen seiner nach Schönbrunn gelieferten Steinmetzarbeiten wurden zu seinen Lebzeiten nicht beglichen, noch seine Witwe, wieder verheiratete Maria Regina Synn, Tochter der Maria Elisabetha Hügelin, verfasste untertänigste, gehorsamste Bitten um gnädigste Verordnung.

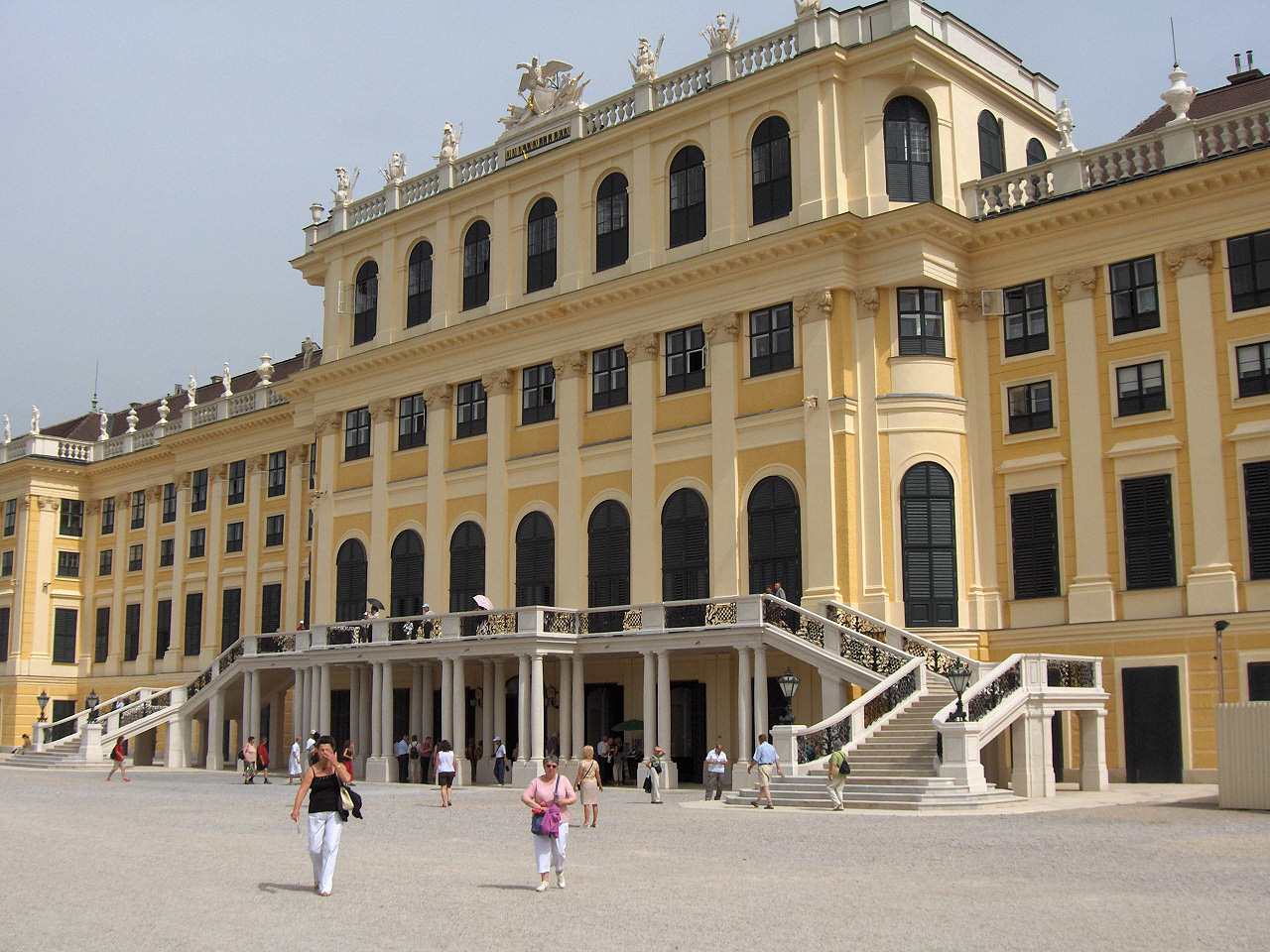
Schloss Schönbrunn
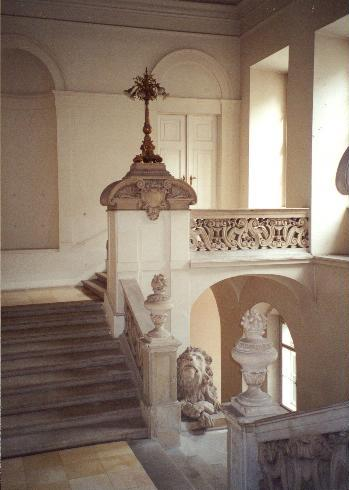
Böhmische Hofkanzlei, Löwenstiege
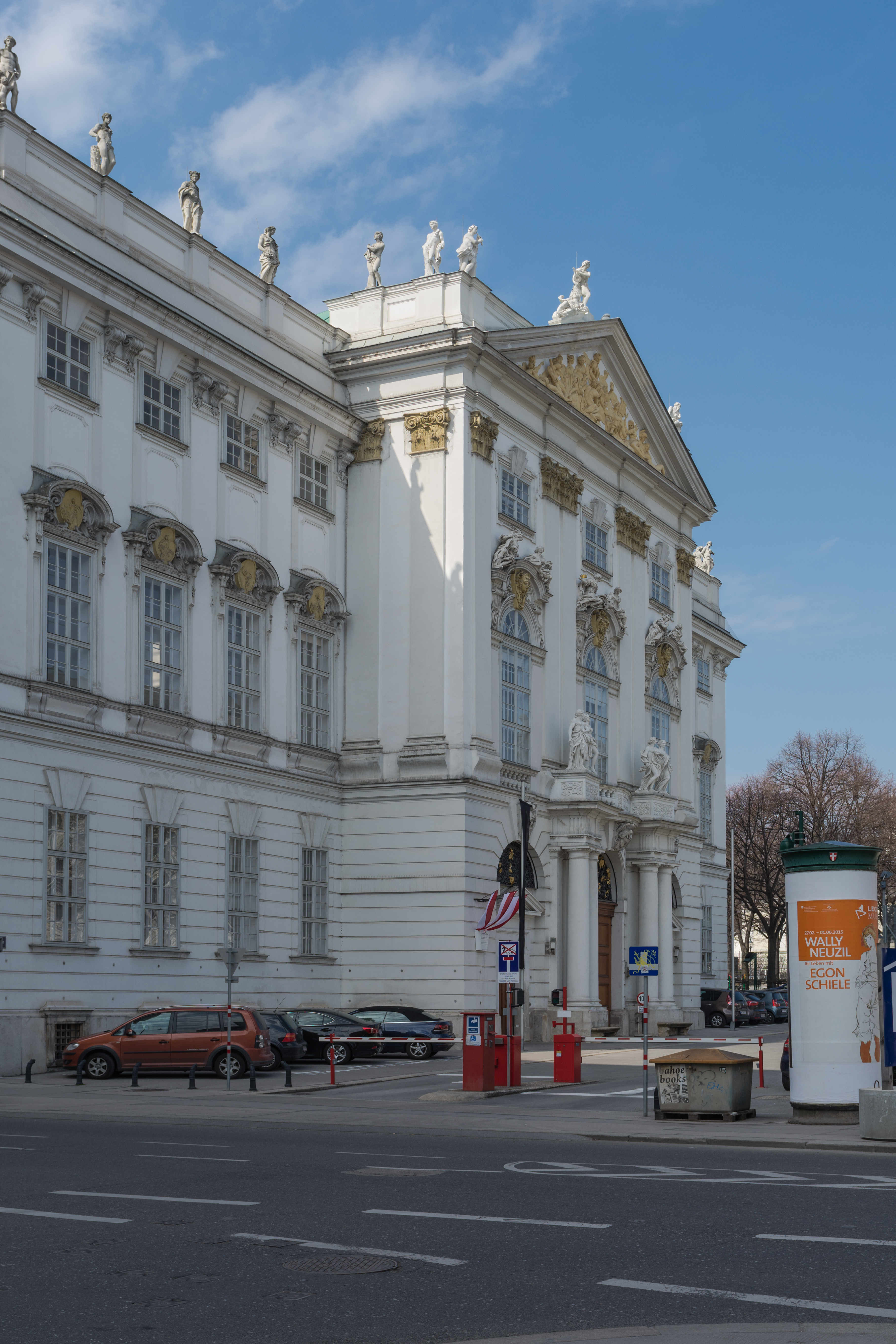
Palais Trautson
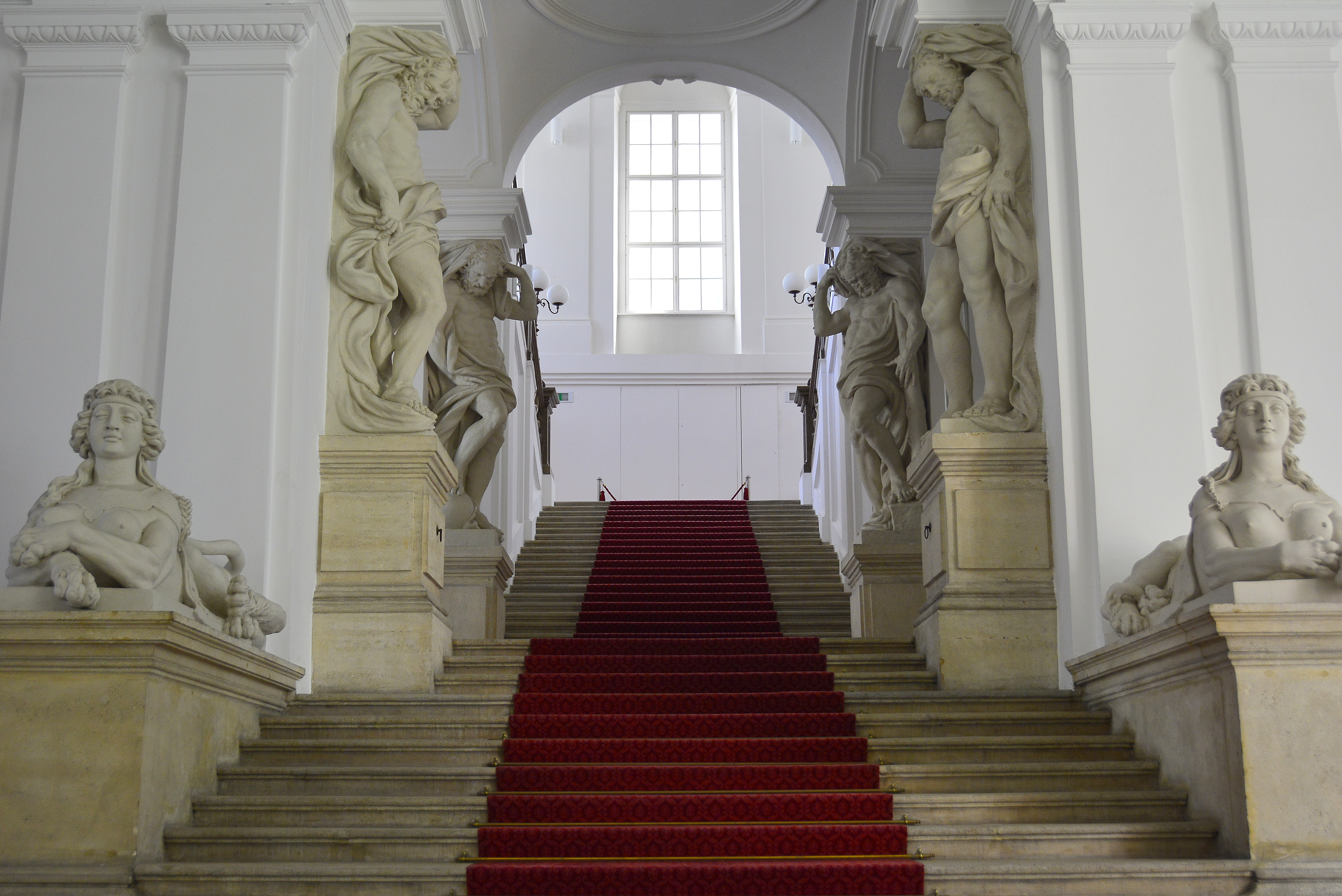
Prunktreppe
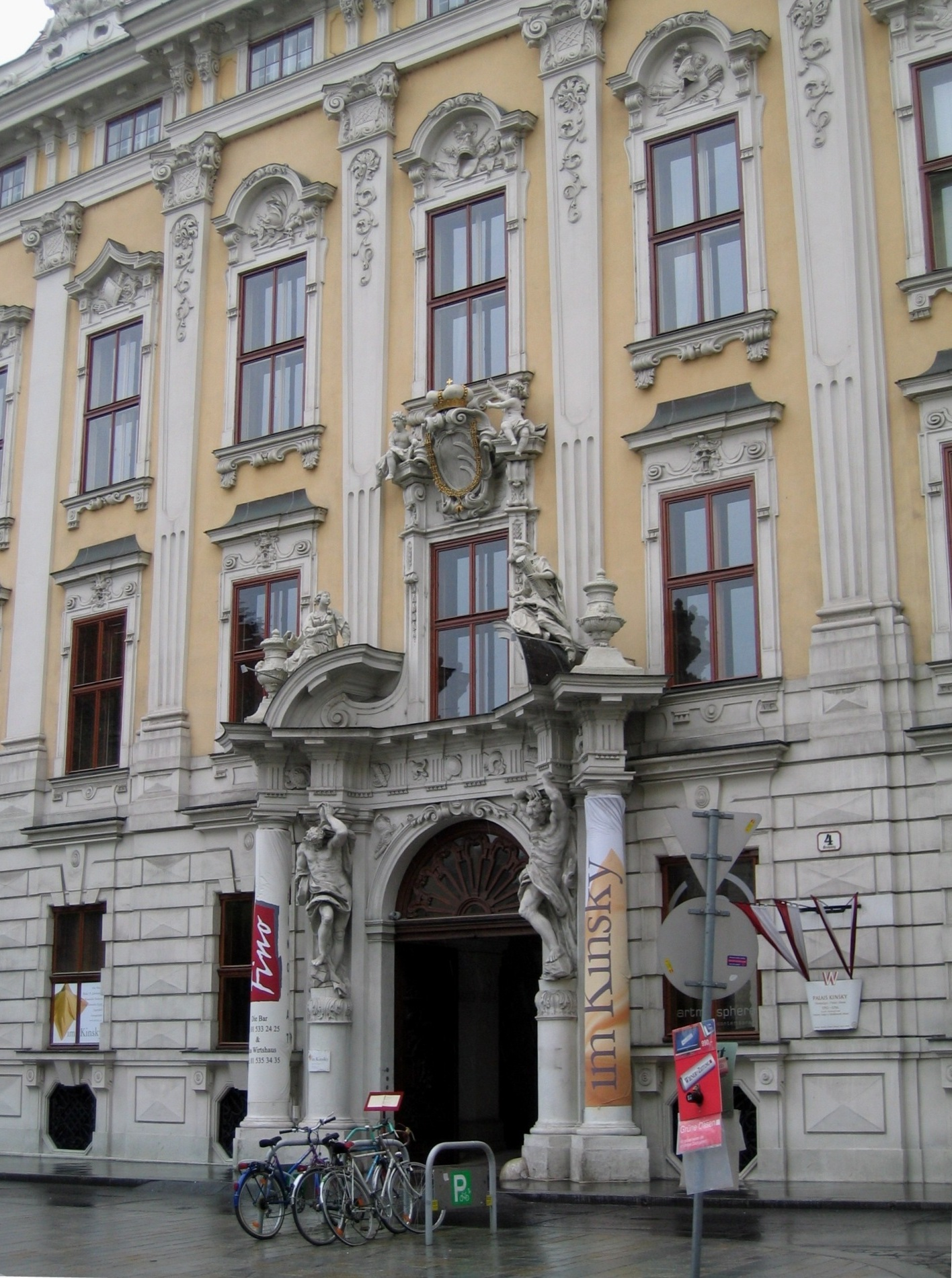
Palais Daun-Kinsky
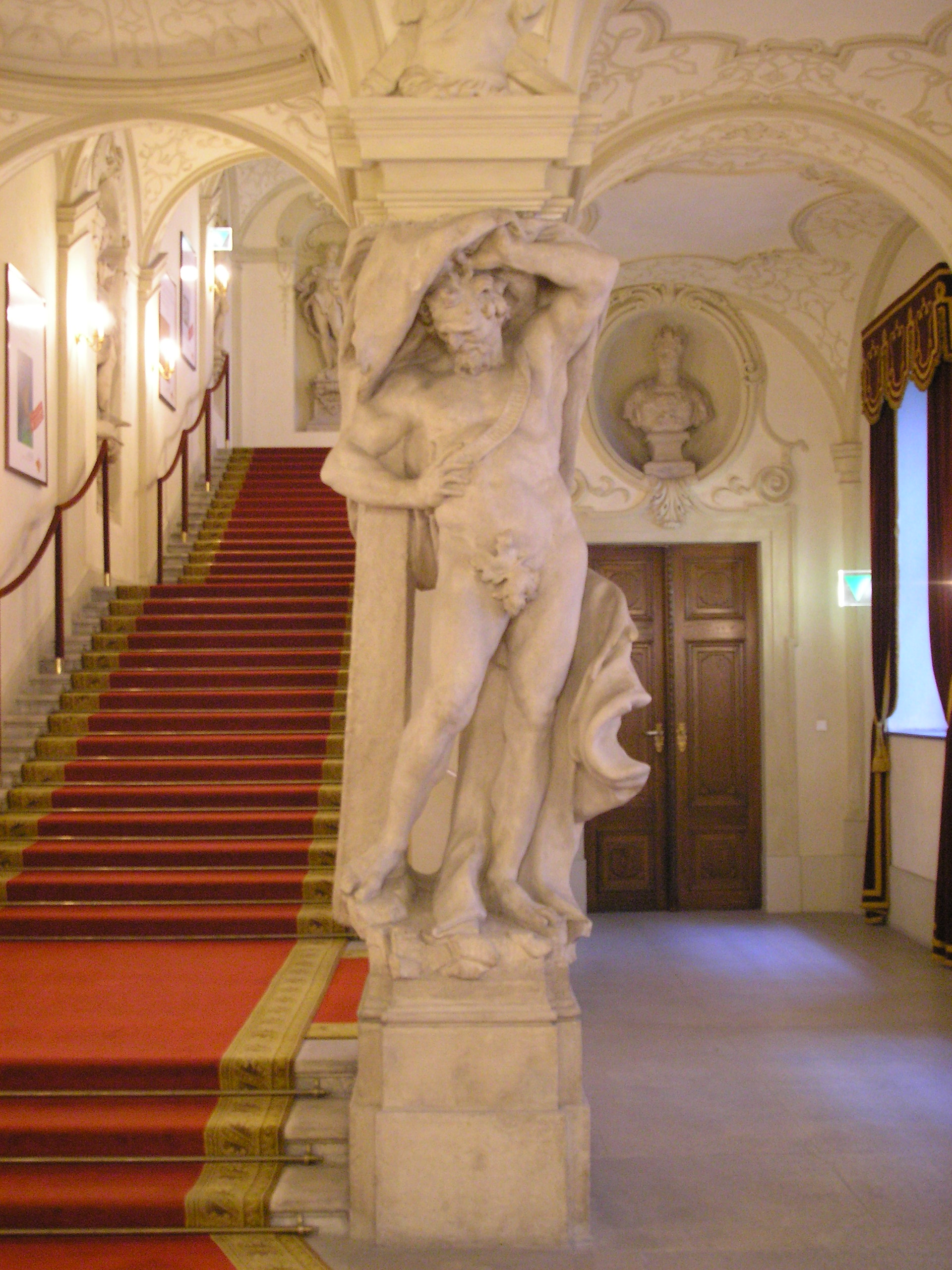
Prunktreppe
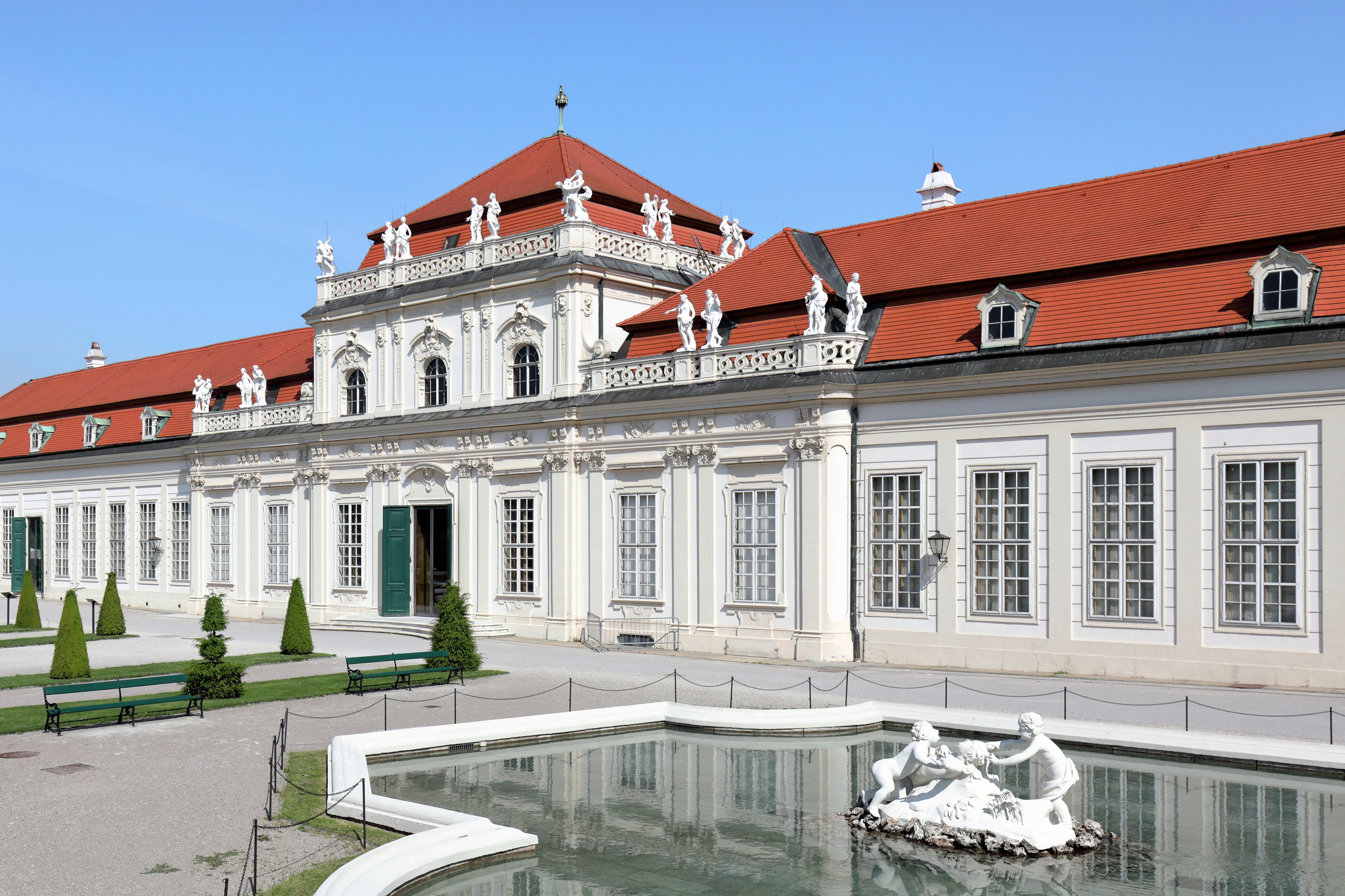
Unteres Belvedere, Gartenseite

## Kalvarienberg von Eisenstadt

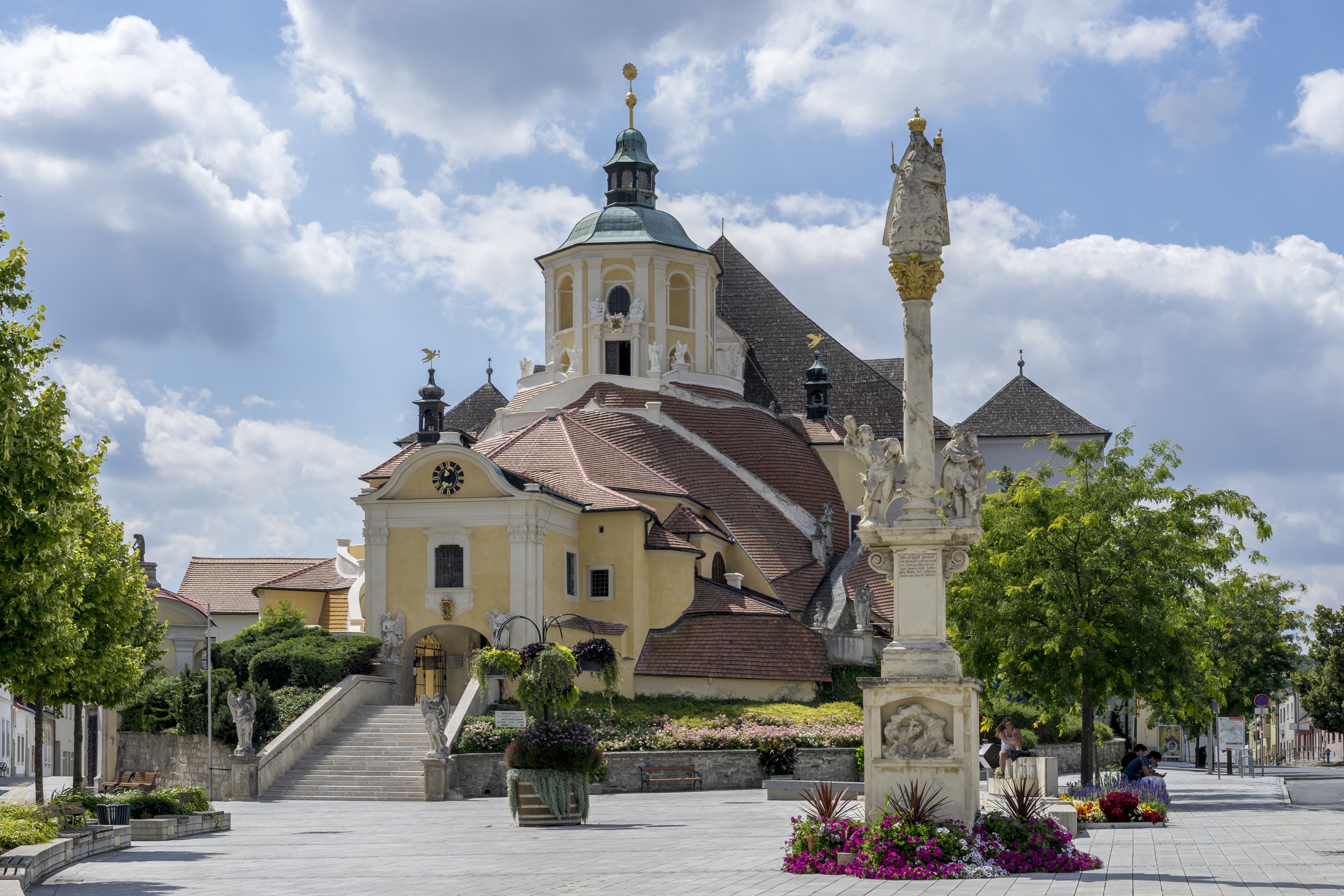
Der Kalvarienberg in Eisenstadt

Der Kalvarienberg in Eisenstadt wurde von Fürst Paul I. Esterházy (1635–1713) beauftragt und ist ein aus Steinen errichteter Berg. Eine Freitreppe führt zur Eingangskapelle, der sogenannten Gnadenkapelle. Den Treppenbeginn und das Rundbogenportal der Vorhalle flankieren Engelstatuen. Figurengruppen stellen die Leidensgeschichte Christi dar. Der Kalvarienberg entstand zu Beginn des 18. Jahrhunderts. An den Kalvarienberg ist die Berg- bzw. Haydnkirche angebaut.
Vor allem für den Stiegenaufgang wurden Steine aus Kaisersteinbruch verwendet.
Steinmetzmeister Johann Georg Haresleben bestimmte in seinem Testament vom 22. Juli 1716 .. nicht minder auf dem Calvariberg zu der Eisenstadt um Anwendung zu dessen Kirchengebäude, vermache ... 30 Gulden. Es ist wohl möglich, dass er diesen Auftrag ausgeführt hat.

## Salva Guardia-Privilegium für Kaisersteinbruch
→ Salva Guardia-Privilegium für Kaisersteinbruch#Kaiser und König Karl VI.
Kaiser Karl VI. erneuerte und bestätigte am 5. Dezember 1712 das Privilegium der Befreiung von militärischer Einquartierung den Meistern Johann Georg Haresleben, Sebastian Regondi, Johann Paul Schilck, Elias Hügel, Johann Baptist Kral und Simon Sasslaber.

## Eigenständige Viertellade für den kayserlichen Steinbruch 1714
Am 20. Dezember 1714 genehmigte und erneuerte der Kaiser die eigenständige Viertellade in Kaisersteinbruch.

## Großauftrag Karlskirche
Er war auf dem Wege, der Erste in der Kaisersteinbrucher Bruderschaft zu werden, durch den Steinmetz-Auftrag beim Bau der Kaiserlichen Kirche, der Karlskirche, hatte er das erreicht. Dieser Bau symbolisierte die barocke Kaiserkunst in Wien schlechthin. Ihm war eine Stellung innerhalb des Heiligen Römischen Reiches zugewiesen, wie sie dem Petersdom in Rom für die ganze Christenheit zukam.

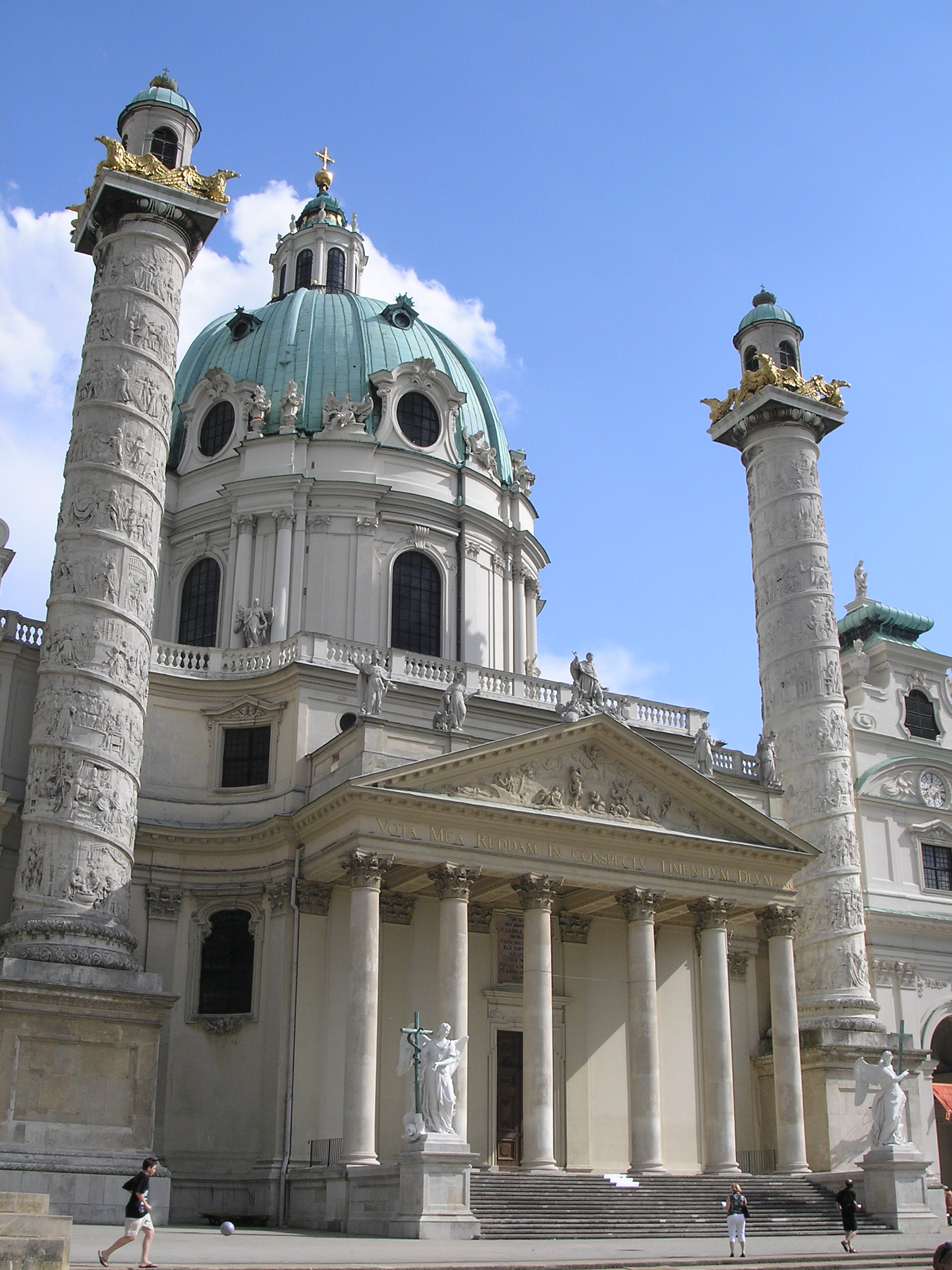
Wiener Karlskirche in den Anfängen
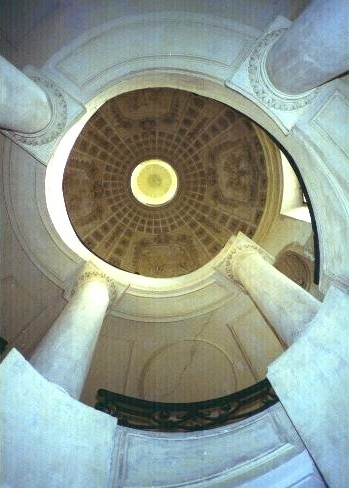
Kaiseroratorium der Karlskirche
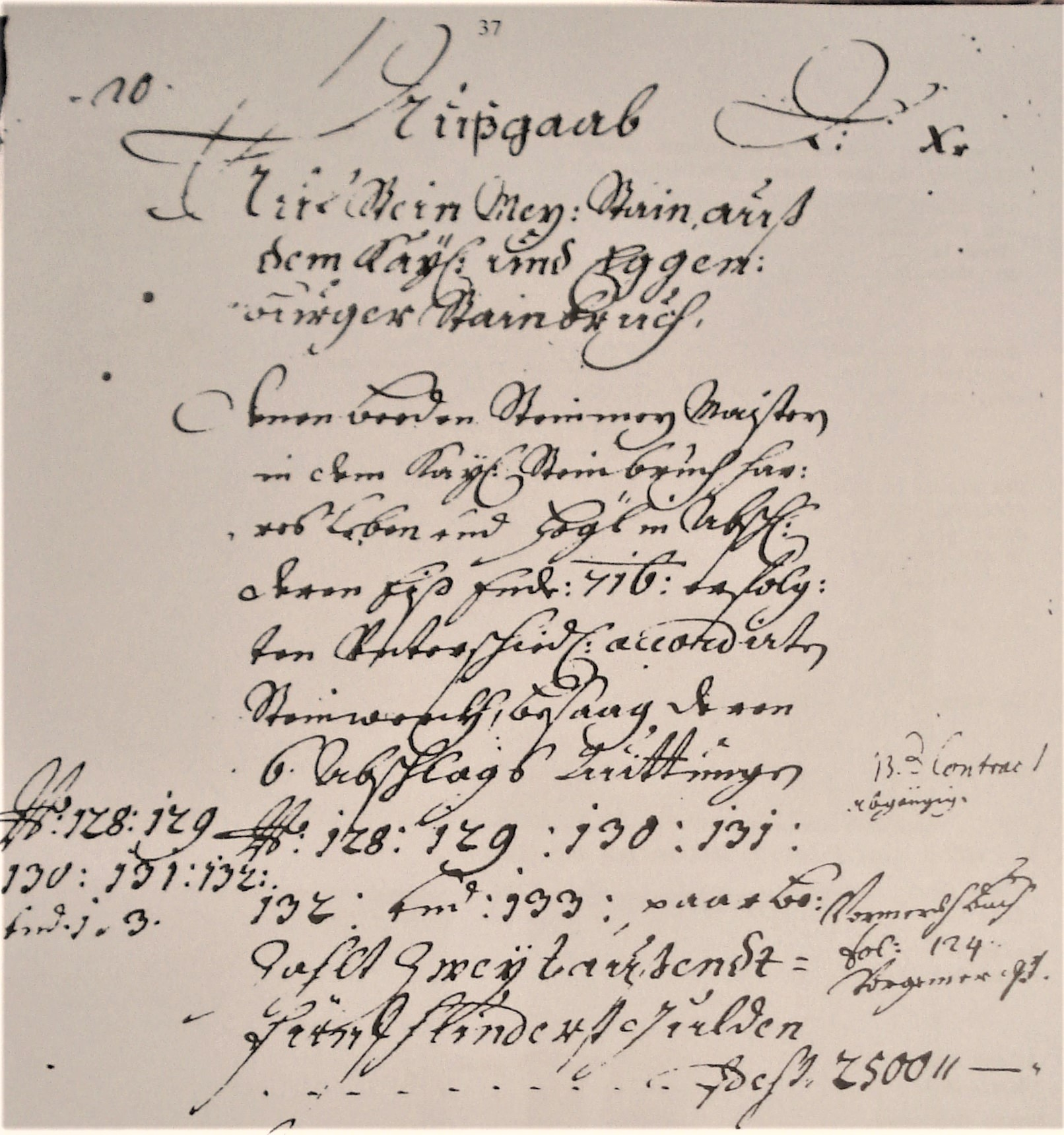
1716 Steinmetzrechnung Haresleben und Hügel

## Tod
Doch Haresleben starb am 24. Juli 1716, und sein Mitmeister Elias Hügel übernahm nun die Gesamtleitung im Steinbruch und begründete damit seinen Aufstieg.
Sein Epitaph befand sich in der Kaisersteinbrucher Kirche. Die Inschrift lautet:

„STEHET STILL DIE IHR REISET / SEHT WAS DIESER STEIN WEISET / UNDTER WELCHEM SICH VERBORGT / WAS HEU IS HAINT ODER MORGT / DER IN DEM HERRN GOTT SELIG ENTSCHLAFFENE / EHRNVESTE HERR JOHANN GEORG HARISLEBEN / NACHDEM ER VILL JAHR IN STAIN GEHAUET / ALS ER WAHR XXXV JAHR ALT / HAT ER ... die restlichen 9 Zeilen sind nicht mehr zu entziffern. Zuletzt 1716.“

Das Steinmetzzeichen von Meister Haresleben ist auf dem Kaisersteinbrucher Ortsstein des Bildhauers Alexandru Ciutureanu eingemeißelt.

## Werke
- 1697–1703: Schloss Schönbrunn
- 1699–1706: Palais Schönborn-Batthyány
- 1709–1713: Schloss Prugg in Bruck an der Leitha für Aloys Thomas Raimund von Harrach
- 1709–1714: Böhmische Hofkanzlei
- ab 1710: Pfarrkirche von Pottendorf
- ab 1712: Palais Trautson
- 1713–1716: Palais Daun-Kinsky
- ab 1714: Unteres Schloss Belvedere, eher ein Gartenhaus denn ein Palast, die Meister hatten den künftigen Auftrag für das obere Schloss einzuplanen.
- ab 1715: Karlskirche

## Archivalien
- Archiv Mosonmagyaróvár: Abschrift der Kaiserl. Urkunde 1712. Nr. 36/1494.
- Wiener Stadt- und Landesarchiv: Steinmetzakten.
- Hofkammerarchiv: Hofzahlamtsbücher: „Bau der Karlskirche“. 1715/1716. Camerale Zahlamtsbücher: „Schloss Schönbrunn“.
- Stift Heiligenkreuz Archiv: Kirchenbücher, Register.
- Gräflich Harrachsches Familienarchiv: Schloss Prugg in Bruck an der Leitha.